# Primera División de Chile 1938
El Campeonato Nacional de Fútbol de la Primera División de 1938 fue la sexta edición de la máxima categoría del fútbol de Chile, correspondiente a la temporada 1938.
Disputado entre el 29 de mayo y el 18 de diciembre de 1938, su organización estuvo a cargo de la recién creada Asociación Central de Football, y contó con la participación de 7 equipos, todos de la ciudad de Santiago. La competición se disputó bajo el sistema de todos contra todos, en dos ruedas.
El campeón del torneo fue Magallanes, que obtuvo su cuarto título en la Primera División.

## Equipos participantes

### Ascensos
| Ascendidos por el desempeño en el Campeonato de Apertura 1938 |
| ------------------------------------------------------------- |
| Universidad de Chile                                          |

### Información
| Equipo               | Ciudad   |
| -------------------- | -------- |
| Audax Italiano       | Santiago |
| Badminton            | Santiago |
| Colo-Colo            | Santiago |
| Magallanes           | Santiago |
| Santiago Morning     | Santiago |
| Universidad de Chile | Santiago |
| Unión Española       | Santiago |

## Desarrollo

### Clasificación
| Pos. | Equipo               | Pts. | PJ | G | E | P | GF | GC | Dif. | Clasificación |
| ---- | -------------------- | ---- | -- | - | - | - | -- | -- | ---- | ------------- |
| 1    | Magallanes (C)       | 16   | 12 | 7 | 2 | 3 | 41 | 28 | +13  | Campeón       |
| 2    | Audax Italiano       | 15   | 12 | 7 | 1 | 4 | 32 | 23 | +9   |               |
| 3    | Colo-Colo            | 14   | 12 | 7 | 0 | 5 | 57 | 39 | +18  |               |
| 4    | Unión Española       | 13   | 12 | 6 | 1 | 5 | 25 | 24 | +1   |               |
| 5    | Santiago Morning     | 12   | 12 | 5 | 2 | 5 | 33 | 44 | −11  |               |
| 6    | Badminton            | 8    | 12 | 4 | 0 | 8 | 45 | 53 | −8   |               |
| 7    | Universidad de Chile | 6    | 12 | 2 | 2 | 8 | 17 | 39 | −22  |               |

 Fuente: RSSSF
|                    |
| Campeón Magallanes |
| 4.to título        |

## Estadísticas

### Goleadores

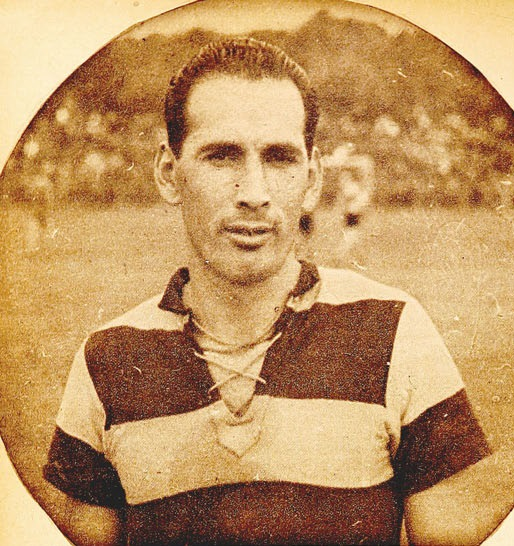
Gustavo Pizarro, de Badminton, goleador del campeonato con 17 goles.

| Pos. | Nombre          | Equipo    | Goles |
| ---- | --------------- | --------- | ----- |
| 1    | Gustavo Pizarro | Badminton | 17    |